# Jean Lemoine
Jean Lemoine (Crécy-en-Ponthieu, 1250-Aviñón, 22 de agosto de 1313) fue un jurista canónico y clérigo francés que ejerció como cardenal, obispo de Arrás y legado apostólico del papa Bonifacio VIII ante Felipe IV de Francia. Asimismo, fue el fundador del colegio que llevaba su nombre de París.

## Biografía
Estudió Derecho canónico y teología en la Universidad de París. Fue canónigo en los capítulos catedralicios de Amiens y París. Tras convertirse en consejero del rey, viajó a Roma, donde su talento le granjeó una distinguida reputación y fue nombrado auditor del Tribunal de la Rota Romana en 1282.

### Vida entre Francia y Roma
A partir de entonces, desarrolló una doble carrera entre Francia y Roma. Primero fue deán de la catedral de Bayeux (1288-1292) y luego elegido obispo de Arrás por el cabildo catedralicio a finales de 1293. Durante el mismo periodo, como vicecanciller de la Santa Iglesia Romana (1288-1294), refrendó bulas papales. Celestino V le nombró cardenal-sacerdote de los Santos Marcelino y Pedro en el consistorio del 18 de septiembre de 1294. En calidad de tal, refrendó las bulas papales del 21 de junio de 1295 al 16 de febrero de 1302, más la del 14 de marzo de 1304.

### Fundaciones en París
Convertido en príncipe de la Iglesia, dedicó parte de su fortuna al mecenazgo. En virtud de un contrato firmado en Roma el 15 de marzo de 1302, compró a los Agustinos la Maison du Chardonnet y los terrenos adyacentes para fundar un colegio, que recibió el nombre de Maison du Cardinal y, tras su muerte, Colegio del Cardenal Lemoine.
Inicialmente estaba destinado a sesenta estudiantes de teología y cuarenta de letras. Su reglamento fue aprobado por Bonifacio VIII el 12 de mayo de 1302. A continuación, fundó una capilla en la nave de la catedral de Notre-Dame de París, conocida como el Altar de los Vagos.

### Legado pontificio
El 24 de noviembre de 1302, Bonifacio VIII le envió a Francia como legado papal ante Felipe IV de Francia. Como Felipe no quería ceder a las exigencias papales, el papa ordenó al cardenal que dictara un interdicto sobre el reino y obligara a Nicolás de Fréauville, confesor del rey, a acudir a Roma para dar explicaciones.
El legado obtuvo un aplazamiento del interdicto, que el papa transformó en excomunión contra el rey. Al ser informado, el rey hizo interceptar a los portadores de la bula en Troyes, puso bajo vigilancia al legado y convocó los Estados Generales de 1303. El cardenal consiguió salir de París por la noche, justo antes de la fiesta de San Juan, y regresó a Roma.

### Camarlengo del Sacro Colegio de Aviñón
Enfermo, no participó en el cónclave de Perugia que eligió a Clemente V, sino que se reunió con él en Francia. El 6 de noviembre de 1305, fue nombrado camarlengo del Sacro Colegio. Siguió al papa en todas sus peregrinaciones hasta Aviñón, donde se instaló en 1309.
Murió allí el 22 de agosto de 1313. En su testamento, fechado el 21 de julio, pidió ser enterrado en París, en la capilla del Colegio por él fundado. Sus últimos deseos se cumplieron el 1 de octubre de 1314. Su hermano André Lemoine, obispo de Noyon, contribuyó con su fortuna a la creación del Colegio; murió en 1315 y fue enterrado en la misma tumba que su hermano.